# Přibík Pulkava z Radenína

Text nejstaršího rukopisu kroniky Přibíka Pulkavy z Radenína.

Přibík Pulkava z Radenína († 1380) byl český spisovatel, kronikář a farář.

## Ze života
Stal se mistrem pražské univerzity a v letech 1373-1377 byl rektorem školy u sv. Jiljí na Starém Městě pražském. V roce 1378 získal jako obročí faru v Chudenicích, není však známo, zda byl vysvěcen na kněze (duchovní službu v Chudenicích zajišťoval pravděpodobně prostřednictvím vikáře).

## Dílo
- Na přání Karla IV. přeložil jeho vlastní životopis Vita Caroli.
- Kronika česká, někdy též Nová kronika česká – byla napsána na objednávku Karla IV. Je psána latinsky. Český překlad udělal sám Pulkava a dochoval se ve dvou exemplářích z 15. století[3]. Je zajímavé, že jde o velmi nepřesný překlad. Přesný novočeský překlad s komentářem vyšel až roku 1987.[4]

Kronika začíná babylónským zmatením jazyků a končí rokem 1330, smrtí královny Elišky Přemyslovny. Pulkava měl původně chronologii dovést až do vlády Karla IV. Kronika je kompilací, především z Kosmy a dalších kronik této doby. V líčení událostí novější doby je nespolehlivá. Tato kronika i přesto, že autor pro její napsání měl nejlepší podmínky (přístup do královského archivu, podporu Karla IV.), nesplnila očekávání.